# Swissmedic
Swissmedic, das Schweizerische Heilmittelinstitut (französisch Institut suisse des produits thérapeutiques, italienisch Istituto svizzero per gli agenti terapeutici, rätoromanisch Institut svizzer per products terapeutics), ist die Zulassungs- und Kontrollbehörde für Heilmittel in der Schweiz mit Sitz in Bern. Swissmedic nahm am 1. Januar 2002 als Nachfolgeorganisation der Interkantonalen Kontrollstelle für Heilmittel (IKS) ihren Betrieb auf. Sie ist dem Eidgenössischen Departement des Innern angegliedert.

## Struktur
Swissmedic ist eine öffentlich-rechtliche Anstalt des Bundes, die durch das schweizerische Heilmittelgesetz geschaffen wurde. Sie ist in ihrer Organisation und Betriebsführung selbständig und verfügt über eigene Budgetkompetenzen. Die Finanzierung erfolgt mehrheitlich über Gebühren und zu einem kleineren Teil über Abgeltungen des Bundes für das Erbringen von gemeinwirtschaftlichen Leistungen.
Swissmedic bietet rund 360 Vollzeitstellen an.

## Aufgaben
Sämtliche Arzneimittel für Menschen und Tiere dürfen erst mit der Zulassung von Swissmedic in der Schweiz auf den Markt gebracht werden. Die Anstalt ist ausserdem zuständig für die Marktüberwachung von Arzneimitteln und Medizinprodukten.
Bei der Zulassung neuer Arzneimittel wendet die Anstalt die international geltenden Kriterien an. Die Präparate dürfen erst dann vertrieben werden, wenn ihre Qualität, Sicherheit und Wirksamkeit hinreichend belegt und überprüft worden sind.
Die erforderliche Prüfung von Arzneimitteln ist aufwendig und nimmt oft mehrere Monate in Anspruch. Sind die Kriterien für eine Zulassung erfüllt, erlässt Swissmedic eine Zulassung, legt die Verkaufsart fest (Rezeptpflicht/Abgabestellen) und genehmigt die Fach- und Patienteninformation.
Die Zulassung geschieht auf Kosten des Antragstellers. Nach jeweils fünf Jahren muss sie verlängert werden.
Swissmedic ist darüber hinaus für die Auswertung von Berichten über Nebenwirkungen zuständig. 2023 ergab eine Studie mit Beteiligung von Swissmedic, dass trotz der gesetzlicher Meldepflicht in der Schweiz nur die wenigsten Fälle solcher Nebenwirkungen überhaupt gemeldet werden. Bei den Todesfällen werden laut Schätzung der Studie etwa nur 12 Prozent gemeldet.